# Pema Tso
Pema Tso (tibétain : པདྨ་མཚོ།, Wylie : pad ma mtsho), née le 12 mars 1986 à Kakhok Dzong à Ngaba au Tibet est une journaliste et une femme politique tibétaine. 

## Biographie
Pema Tso fait ses études primaires et supérieures à l'école du comté de Ngaba. En 2002, elle réussit son examen d'entrée à l'école de langue tibétaine de la province du Sichuan pour étudier la traduction tibétaine et chinoise. Elle obtient la deuxième place lors d'un concours de rédaction organisé dans la région de Ngaba. Elle a également reçu une bourse de trois ans de Kunchok Rinpoché pour ses performances académiques. En 2005, elle obtient un baccalauréat en langue tibétaine.
Elle prend alors la responsabilité d'éditer des magazines pour Siling Pangen Printing Press. Elle fuit le Tibet en décembre 2005 et  arrive au centre d'accueil tibétain au Népal le 25 février 2006. Elle rejoint Dharamsala en Inde et étudie à l'école Sherab Gatseling pendant quelques mois, puis  commence à travailler comme enseignante à l'école Suja et à l'école du monastère de Drikong. En 2009, elle travaille comme journaliste pour Tibet Post International, puis comme rédactrice en chef du site Web tibétain Shambala. Depuis 2018, elle est la première femme directrice éditoriale de Tibet Times. Elle est membre de la 17e assemblée du Parlement tibétain en exil où elle représente la province de Dhomey, et également membre exécutif de l'Association des journalistes tibétains et de l'Association des écrivains tibétains.
Dans le cadre du programme de visites parlementaires tibétaines des communautés tibétaines du sud de l'Inde, Pema Tso et Tenpa Yarphel ont visité la colonie tibétaine de Dhondenling à Kollegal (en) dans le Karnataka du 6 au 9 janvier 2022. Ils ont visité 22 villages, 9 monastères, le bureau d'implantation, l'assemblée tibétaine locale, le bureau de la société coopérative, le bureau du mouvement régional pour la liberté tibétaine, l'hôpital, le Men-Tsee-Khang, l'école et la maison de retraite de Dhondenling.  Ils ont tenu une réunion publique générale et ont écouté les doléances des habitants, en particulier des moins privilégiés.
À l'occasion de la Journée mondiale de la liberté de la presse en 2022, elle participe avec Lobsang Gyatso Sither, Sherab Woeser, Tenzin Nyinjey et Tenzin Tsundue à une table ronde organisée par le Centre tibétain pour les droits de l'homme et la démocratie à Dharamsala sur le rôle des médias dans l'avancement de la démocratie tibétaine,.